# Bell Challenge 1996
Il Bell Challenge 1996 è stato un torneo di tennis giocato sul sintetico indoor.
È stata la 4ª edizione del Bell Challenge, che fa parte della categoria Tier III nell'ambito del WTA Tour 1996.
Si è giocato al PEPS sport complex di Québec in Canada,
dal 21 al 27 ottobre 1996.

## Campionesse

### Singolare
Lisa Raymond ha battuto in finale  Els Callens con il punteggio di 6–4, 6–2

### Doppio
Debbie Graham /  Brenda Schultz hanno battuto in finale  Amy Frazier /  Kimberly Po con il punteggio di 6–1, 6–4